# Freimettigen
Freimettigen ist eine politische Gemeinde im Verwaltungskreis Bern-Mittelland des Kantons Bern in der Schweiz.

## Geographie
Freimettigen liegt auf 675 m ü. M., 1,5 km südlich von Konolfingen und 13 km nördlich der Stadt Thun (Luftlinie). Das Bauerndorf erstreckt sich an aussichtsreicher Lage leicht erhöht am östlichen Talrand der Chise, welche hier die Talweitung von Konolfingen verlässt, am Westfuss des Kurzenbergs, im voralpinen Hügelland.
Die Fläche des 2,96 km² grossen Gemeindegebiets umfasst einen Abschnitt des voralpinen Hügellandes östlich des Aaretals. Das Gebiet wird von Norden nach Süden von der Chise in einer breiten Talmulde durchquert. An der westlichen Talflanke gehört der Dessikoferwald (bis 760 m ü. M.) am Lochenberg zu Freimettigen. Nach Osten erstreckt sich der Gemeindeboden über den offenen Hang bis auf die Waldhöhen des Kurzenbergs, wo auf dem Vorderen Tanzplatz mit 1008 m ü. M. die höchste Erhebung von Freimettigen erreicht wird. Von der Gemeindefläche entfielen 1997 6 % auf Siedlungen, 30 % auf Wald und Gehölze und 64 % auf Landwirtschaft.
Zu Freimettigen gehören die Hofgruppe Dessikofen (660 m ü. M.) im Tal der Chise sowie einige Einzelhöfe. Nachbargemeinden von Freimettigen sind Konolfingen, Niederhünigen, Linden, Oberdiessbach und Häutligen.

## Geschichte
Die erste urkundliche Erwähnung des Ortes erfolgte 1282 unter dem Namen Vrimuetingen. Später erschienen die Bezeichnungen Frimitingen, Frimeitingen (1389), Frimentingen (1411), Frimmuttingen (1529) und Frymettigen (1580). Der Ortsname geht auf den althochdeutschen Personennamen Frimuot zurück und bedeutet demnach bei den Leuten des Frimuot.
Seit dem Mittelalter gehörte Freimettigen zur Herrschaft Hünigen. Auch die Klöster Interlaken und Fraubrunnen hatten Grundbesitz auf dem Gemeindegebiet. Die Oberhoheit über das Gebiet ging 1406 von den Grafen von Kyburg an Bern über, und Freimettigen war fortan dem Landgericht Konolfingen unterstellt. Nach dem Zusammenbruch des Ancien Régime (1798) gehörte das Dorf während der Helvetik zum Distrikt Höchstetten und ab 1803 zum Oberamt Konolfingen, das mit der neuen Kantonsverfassung von 1831 den Status eines Amtsbezirks erhielt. Freimettigen besitzt keine eigene Kirche, es gehört zur Pfarrei Oberdiessbach.

## Bevölkerung
Mit 448 Einwohnern (Stand 31. Dezember 2023) gehört Freimettigen zu den kleinen Gemeinden des Kantons Bern. Von den Bewohnern sind 94,1 % deutschsprachig, 2,8 % spanischsprachig, und 1,5 % sprechen Englisch (Stand 2000). Die Bevölkerungszahl von Freimettigen belief sich 1850 auf 227 Einwohner, 1900 auf 207 Einwohner. Im Verlauf des 20. Jahrhunderts pendelte die Bevölkerungszahl stets im Bereich zwischen 200 und 290 Personen. Seit 1970 (258 Einwohner) wurde eine deutliche Bevölkerungszunahme verzeichnet.

## Politik
Bei den Nationalratswahlen 2023 betrugen die Wähleranteile in Freimettigen (in Klammern die Veränderung im Vergleich zu den Wahlen 2019 in Prozentpunkten): SVP 36,56 % (+2,07), EVP 14,09 % (+2,16), Mitte 12,34 % (+0,37), EDU 8,17 % (+0,49), glp 6,61 % (+3,02), SP 6,34 % (−1,07), FDP 5,63 % (−0,81), Grüne 3,54 % (−57,80), BSL (Bürgerliche Stadt- und Landliste) 2,3 % (+2,3). Weitere 4,41 % (+1,57).

## Wirtschaft
Freimettigen war bis in die zweite Hälfte des 20. Jahrhunderts ein vorwiegend durch die Landwirtschaft geprägtes Dorf. Noch heute haben die Milchwirtschaft und die Viehzucht einen wichtigen Stellenwert in der Erwerbsstruktur der Bevölkerung. Einige weitere Arbeitsplätze sind im lokalen Kleingewerbe und im Dienstleistungssektor vorhanden. Freimettigen ist Standortgemeinde der Abwasserreinigungsanlage Oberes Kiesental, welche das behandelte Abwasser in die Chise ableitet. In den letzten Jahrzehnten hat sich das Dorf dank seiner attraktiven Lage zu einer Wohngemeinde entwickelt. Viele Erwerbstätige sind deshalb Wegpendler, die hauptsächlich in Konolfingen und im Raum Bern-Thun arbeiten.

## Verkehr
Die Gemeinde liegt abseits der Durchgangsstrassen, ist aber von Konolfingen leicht erreichbar. Der nächste Anschluss an die Autobahn A6 (Bern–Thun) befindet sich rund 8 km vom Ortskern entfernt. Freimettigen besitzt selbst keine Anbindung an das Netz des öffentlichen Verkehrs, die Haltestelle Stalden an der Bahnlinie Burgdorf-Konolfingen-Thun liegt jedoch in einer Entfernung von nur rund 500 m.

## Persönlichkeiten
- Gertrud Demenga (1918–1987), Schauspielerin und Hörspielsprecherin